# 营养强化
营养强化（英語：food fortification）指的是在食物中加入微量营养素的行为。营养强化可以是厂家自愿，也可以是政府由于公共卫生原因要求。一些地区的饮食可能由于土地或习惯原因缺乏部分营养素，对主粮进行强化就可以防止营养不良。
营养强化在英语中可以分为两个概念。指的是加入任意微量营养素的行为，而（可译为“增补”）指的是加回在生产过程中丢失的营养素的行为（例如加回维生素B的精粮）。在一些语境下，前者可以特指加入天然不存在的微量营养素，如食盐加碘。
世界卫生组织（WHO）和世界粮农组织（FAO）认为，营养强化是防止全球营养不足的四大策略中的第二大。世界粮农组织的概况认为，最常见受到强化的食物有谷物及其产品、牛奶及其产品、油脂、副食、茶和其他饮料，以及婴儿奶粉。据估计，全球每年有300-500万人死于营养不足。

## 例子

### 碘盐
早在1821年，人类就知道甲状腺肿是由缺碘导致。1920年，美国学者David Marine、O. P. Kimball提出通过补充碘份治疗阿克伦 (俄亥俄州)学龄儿童广泛存在的甲状腺肿，认为应该在学校里推行口服碘滴液。Harry Sloan提出使用更方便的食盐形式进行补充。1922年，David Cowie带领密歇根州医学会推行碘盐，在舆论压力下终于使当地盐生产商开始加碘。1924年，碘盐在美国已随处可见。除密歇根外，碘盐在美国的推广基本没有政府立法压力。碘盐推广后，全世界智商有所提升。

### 奶类
1919年，Edward Mellanby发现鱼肝油可治疗佝偻病，从此市场上就出现了加入鱼肝油的牛奶。1925年，S. J. Cowell发现紫外线光照牛奶效果更好，在1929年完成了牛奶光照机械的专利。在1932年，这两种技术的有效成份维生素D终于被发现，从此市场上开始出现加入提纯维生素D的牛奶。

### 精粮
1936年，核黄素（维生素B1）的化学结构和合成方式第一次阐明。美国医学界按照当时饮食习惯的估计，认为美国穷人普遍缺乏各种维生素B，并开始缓慢推广使用合成营养或高维生素酵母的营养增补方案。二战时期，美国营养学界宣传“吃增补面包，保持国家强壮”，到1942年约有40%的面粉是加入B1、B3（烟酸）、铁的强化面粉。1942年2月，美国陆军宣布未来只会购买营养增补面粉，但小规模的磨房仍在向穷人出售低价未增补面粉。1943年，战时食品管理局临时宣布面包强制营养强化，这才达成了今天几乎所有美国面粉都经过强化的局面。现在的美国有市场上有一般“面粉”和“增补面粉”，但消费者习惯已经趋向后者。据2000年的研究，面包添加烟酸成功在美国消灭了糙皮病。
1996年，美国FDA决定给“增补面粉”的标准中增加叶酸。此后新生儿神经管缺陷的发病率降低35%，相当于节省了5亿美元。
在美国，法律规定政府发放给学校、别国政府、无政府组织的玉米面、白米、白面粉必须经过营养增补。2007年海地监狱爆发脚气病，最后发现原因是煮饭前洗米，洗掉了美国捐献的白米增补的营养。